# Charlotte Blake

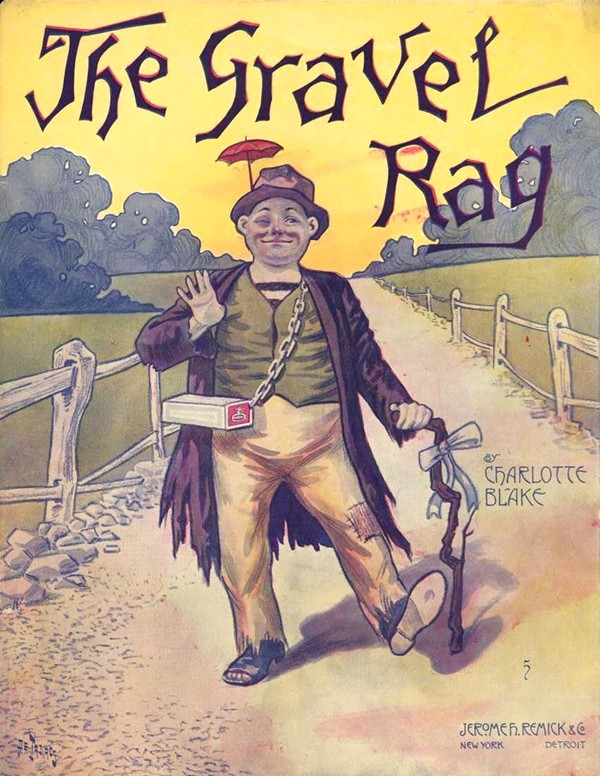
Obálka not The Gravel Rag

Charlotte M. Blake (30. května 1885 – 21. srpna 1979) byla americká skladatelka waltzů, pochodů a ragtimu.
Charlotte byla nejstarší ze šesti dětí narozených Edwardovi a Caroline Blake z Ohia. Ve věku 18 let získala práci jako spisovatelka a aranžérka pro Jerome H. Remicka. Její první publikovaná skladba „King Cupid“ se objevila v roce 1903. Poté, co odešla z hudebního podnikání, pracovala jako úřednice v Douglas Aircraft Company po dvě desetiletí. 

## Seznam skladeb
- King Cupid (1903)
- The Missouri Mule March (1904)
- Dainty Dames – A Novelette (1905)
- The Mascot (march, 1905)
- My Lady Laughter (waltzes, 1905)
- Love Is King (waltzes, 1906)
- Could You Read My Heart (slova Arthur Gillespie, 1906)
- A Night, A Girl, A Moon (1907)
- Curly: March And Two Step (1907)
- Orchids, Novelette Three Step (1907)
- Hip Hip Hoorah (march, 1907)
- The Last Kiss (waltzes, 1907)
- I Wonder If It's You (slova Vincent P. Bryan, 1907)
- Bogie Man – A Creep-Mouse Tune (1907)
- So Near and Yet So Far (s Arthur Gillespie, 1907)
- Love Tree (1908)
- The Gravel Rag (1908)
- In Mem'ry of You, Sweetheart (song, slova Arthur Gillespie, 1908)
- It Makes A Lot Of Difference When You're With The Girl You Love (song, slova Arthur Gillespie a Harold Ward, 1909)
- Poker Rag (1909)
- Honey When It's Sunny (slova Arthur Gillespie a Collin Davis, 1909)
- The Wish Bone (rag, 1909)
- Lily Eyes: Valse Poetique (1909)
- Yankee Kid (1909)
- Honey Bug (song, slova Earle Clinton Jones, 1910)
- Spoonlight (s Earle Clinton Jones, 1910)
- Tenderfoot (s Earle Clinton Jones, 1910)
- Bridal Veil (waltzes, 1910)
- You're a Classy Lassie (s Earle Clinton Jones, 1910)
- Love Ain't Likin', Likin' Ain't Love (s Earle Clinton Jones, 1910)
- Meet Me Half Way (1910)
- Miss Coquette (1910)
- Love's Dream of You (s Earle Clinton Jones, 1910)
- Roses Remind Me of You (s Earle Clinton Jones, 1910)
- The Road to Loveland (s Earle Clinton Jones and Charles N. Daniels, 1911)
- I Don't Need the Moonlight to Make Love to You (s Francis X. Conlan, 1911)
- That Tired Rag (1911)
- The Harbor of Love (song, slova Earle Clinton Jones, 1911)
- Queen of the Roses (1913)
- Land of Beautiful Dreams (s Maurice E. Marke, 1913)
- Rose of the World (s Richard W. Pascoe, 1915)
- Honey When It's Money (1919)